# Inositol monofosfatas
Inositol monofosfatas, eller IMPas, är ett enzym involverat i omsättningen av inositol inne i celler. Hos personer med bipolär sjukdom har detta enzym visat sig överaktivt, och flera av de mediciner som används mot bipolär sjukdom har visat sig minska enzymets aktivitet. Karbamazepin hämmar IMPas, likaså litium, som inaktiverar enzymet genom att byta plats med två magnesiumjoner som annars utgör kofaktor till enzymet.